# Le Mesnil-Herman
Le Mesnil-Herman település Franciaországban, Manche megyében. Lakosainak száma 140 fő (2018. január 1.). Le Mesnil-Herman Saint-Martin-de-Bonfossé, Le Mesnil-Opac, Moyon-Villages, Soulles és Moyon községekkel határos.

## Népesség
A település népességének változása:
| Lakosok száma | 133  | 123  | 118  | 123  | 127  | 148  | 147  | 140  | 136  | 140  |
|               | 1968 | 1975 | 1982 | 1999 | 2006 | 2011 | 2013 | 2016 | 2017 | 2018 |